# Вандальська війна
Вандальська війна (533—534) — збройний конфлікт між Візантійською імперією та Королівством вандалів і аланів, що закінчився ліквідацією останнього.

## Передумови конфлікту
Безпосереднім приводом до конфлікту став державний переворот у вандало-аланському королівстві, коли Гелімер усунув від влади короля Гільдеріка, мотивуючи це наступним чином:
|  | «[…] забрати у Гільдеріка царську владу, як у чоловіка не войовничого, що стерпів поразку від маврусіїв та хоче віддати вандальську державу василевсу Юстину, для того щоб верховна влада не дісталася йому (тобто Геліміру), який належав до іншого дому […]»Оригінальний текст (гр.) «ἀναπείθει ἀφελέσθαι μὲν Ἰλδέριχον τὴν βασιλείαν, ὡς ἀπόλεμόν τε καὶ ἡσσημένον πρὸς Μαυρουσίων, καὶ Ἰουστίνῳ βασιλεῖ καταπροδιδόντα τὸ τῶν Βανδίλων κράτος, ὡς μὴ ἐς αὐτὸν ἐκ τῆς ἄλλης οἰκίας ὄντα ἡ βασιλεία ἥκοι» |

Переворот Гелімера носив відверто антиримську та антикатолицьку позицію, що особливо сильно зачіпало інтереси Візантії, та надавало привід для розірвання договору від 474 року. Тому саме Юстиніан виступив офіційним захисником Гільдерика, зокрема у першому листі до Гелімера, він зазначав про необхідність дотримуватися заповіту Ґейзеріка. Адже згідно з його положеннями наступником престолу повинен був стати Гелімер. У другому листі Юстиніан відзначав, що війна проти Гелімера не буде порушенням мирних домовленостей 474 року, а тільки покаранням за порушення принципу престолонаслідування в королівстві та відновленням у правах законного правителя. Проте Гелімер відповів, що це не він усунув від влади Гільдерика, а сам вандальський народ. Наслідком переговорів стало загострення конфлікту та підготовка до повномасштабної війни.

## Хід бойових дій

### Битва при Децім

Початковий вандальський план, що передбачав захоплення візантійської армії
Перший етап, візантійські передові загони перемагають вандальські фланги
Другий етап, зіткнення Гелімера із федератами
Третій етап, фінальне зіткнення між  Велізрієм та Гелімером

### Облога Медея
Після розгрому при Тікамарі Гелімер зумів укритися в гірській місцевості Папуа, де на кордоні із Нумідією розташоване на вершині гори місто Медей. Користуючись підтримкою місцевих племен (маврусіїв), останній король вандалів очікував тут укріпитися на період зими. Велізарій залишив тримати облогу одного із свої командирів Фару, із загоном герулів. За час облоги Фара здійснив тільки одну спробу штурму, котра закінчилася поразкою та втратою ста десяти воїнів. Вона змусила візантійського командира відмовитися від подібних спроб надалі та максимально посилити охорону підступів до гори. Така тактика спрацювала, і після трьох місяців облоги Гелімер капітулював. І, як констатує Прокопій Кесарійський, прийнявши гарантію збереження власного життя та життя своїх родичів Гелімер капітулював, що стало закінченням війни з вандалами.

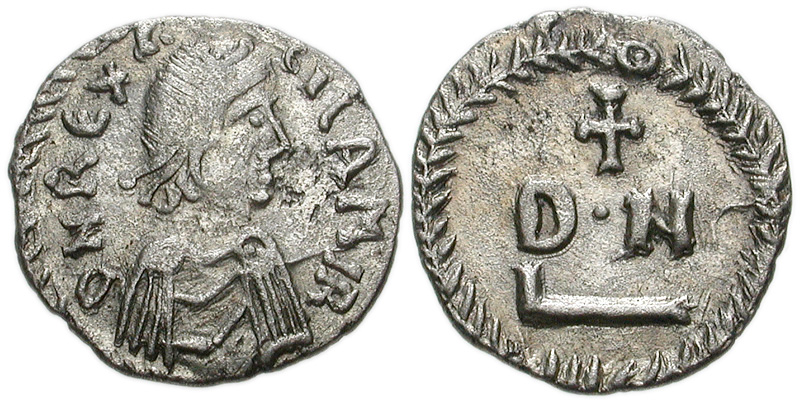
Монета, карбована королем Гелімером

## Наслідки
Безпосереднім наслідком війни стала ліквідація вандало-аланського королівства та утворення на його території візантійської адміністративно-політичної одиниці — Преторіанська префектура Африки, що згодом була реорганізована в Африканський екзархат.

### Дослідження
- Wilczyński M. Zagraniczna i wewnętszna polityka afrykańskiego państwa Wandałów. — Kraków: Wydawnictwo Naukowe WSP, 1994. — S. 178—212